# Pfarrkirche Ebelsberg

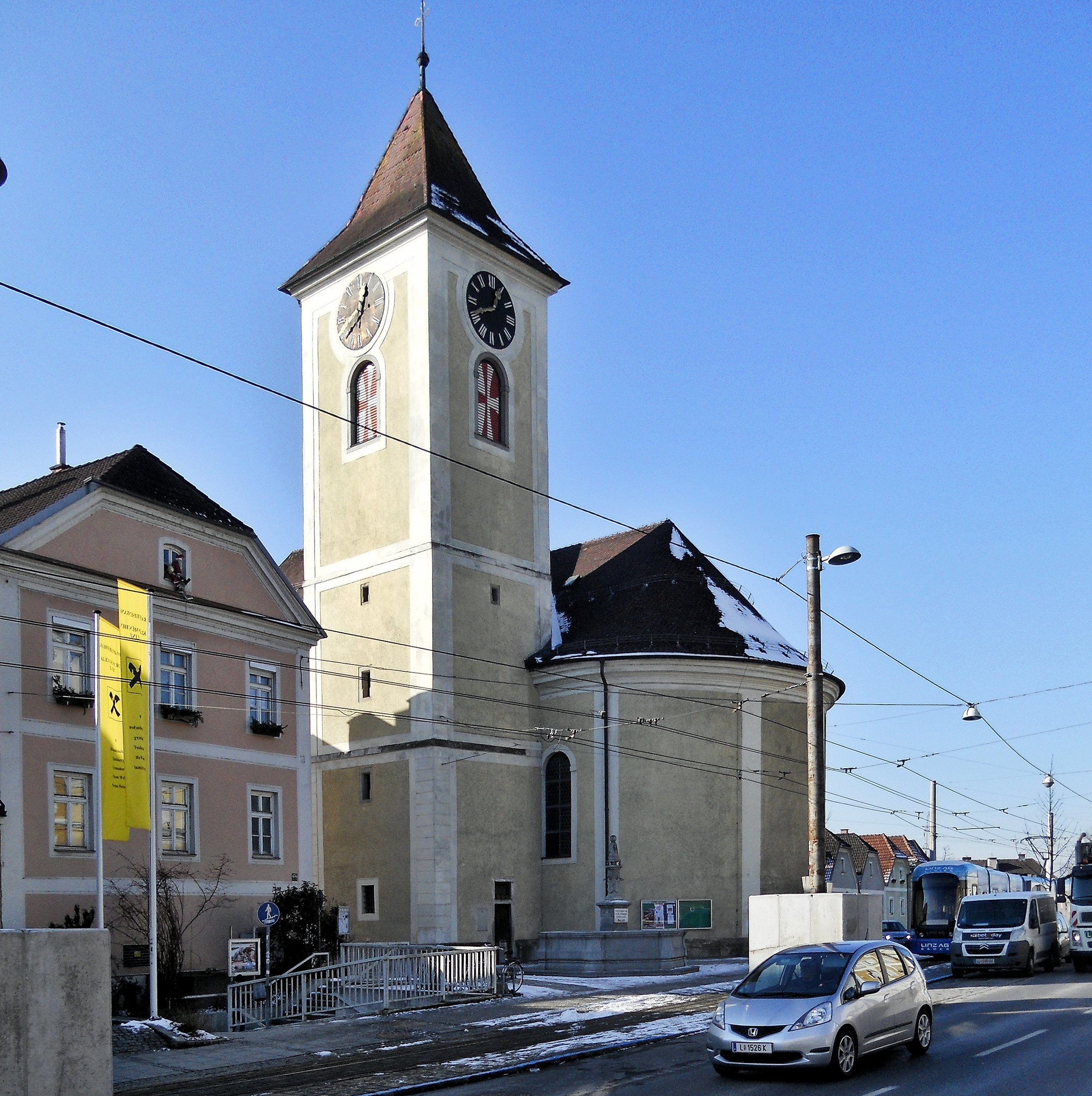
Pfarrkirche Ebelsberg

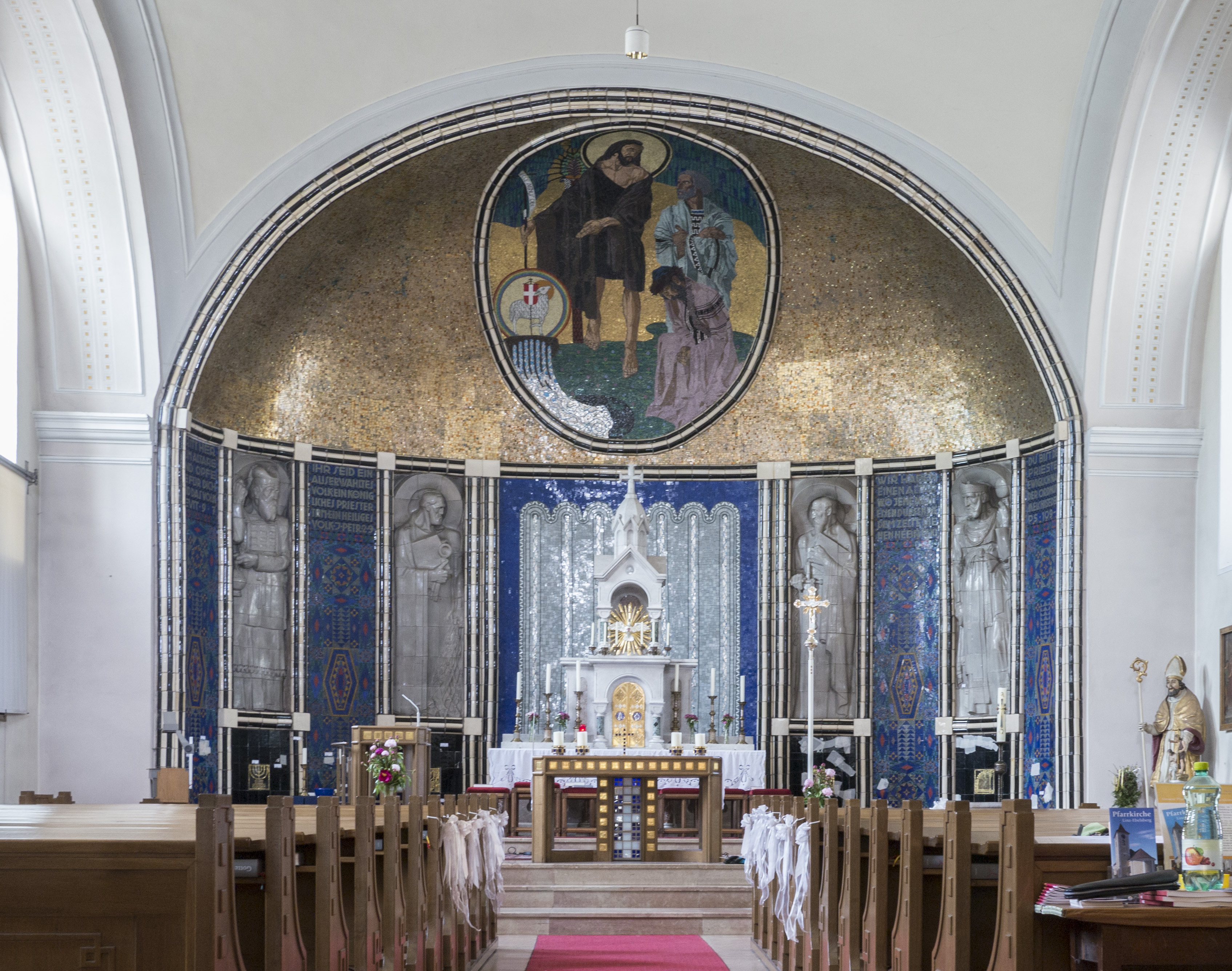
Der Innenraum mit der Jugendstilapsis

Die Pfarrkirche Ebelsberg steht im Linzer Stadtteil Ebelsberg in Oberösterreich. Die römisch-katholische Pfarrkirche hl. Johannes der Täufer gehört zum Dekanat Linz-Süd in der Diözese Linz. Die Kirche steht unter Denkmalschutz.

## Geschichte
Seit 1250 ist Ebelsberg selbständige Pfarre, die dem Stift Sankt Florian zugehörig ist. 1263 wurde erstmals die Kirche ausdrücklich genannt. 1778 wird Kleinmünchen Filiale von Ebelsberg, seit 1892 selbständige Pfarre. 1787 wurde der ursprünglich neben der Kirche befindliche Pfarrfriedhof an die heutige Stelle (Wiener Straße/Florianer Straße) verlegt. 1809 wurde die Kirche während der Schlacht bei Ebelsberg von Napoleons Truppen durch einen Brand des gesamten Marktes Ebelsberg zerstört. 1829 wurde die wiedererrichtete Pfarrkirche durch Bischof Gregor Thomas Ziegler geweiht.
1908 erfolgte die Ausgestaltung der Apsis im Jugendstil. Sie ist die einzige Jugendstilapsis in Oberösterreich mit Mosaiken des Bad Leonfeldener Künstlers Leopold Forstner und Reliefs von Wilhelm Bormann.
Sie zeigt
- Aaron mit Brustschild (Ephod) sowie Glöckchen und Rauchfass; Tritt her zum Altare und opfere für dich und das Volk
- Petrus mit Schlüssel und Buch (Briefe) und Fischernetz; Ihr seid ein auserwähltes Volk, ein königliches Priestertum, ein heilig Volk
- Paulus mit Schwert, Ketten und Buch (Briefe); Wir haben einen Altar, von dem jene nicht essen dürfen die dem Zelte dienen
- Melchisedek mit Schmuck, Brot und Wein; Psalm 110: Du bist der Priester ewiglich nach der Ordnung Melchisedeks.

Darunter schwarze Flächen mit
- Menora, 7-armiger Leuchter der Juden (altes Testament)
- Getreide für das Brot
- Trauben für den Wein
- Harfe bei Melchisedek für Musik und Gesang im Gottesdienst

Das Mosaik in der halbkugelförmigen Wölbung zeigt die Traufe Christi mit Johannes dem Täufer. Daneben kniet ein bereits Bekehrter und ein Zweifler. Christus selbst ist lediglich als Lamm dargestellt, das auf 7 Quellen des Jordan in den Regenbogenfarben steht. 
1939 wurde die Marktgemeinde Ebelsberg nach Linz eingemeindet. 1953 bis 1959 wurde der Friedhof neu gestaltet und die Friedhofskapelle, die 1998 zur Filialkirche geweiht wurde, errichtet. 2007 bis 2009 wurde ein neues Pfarrzentrum mit Glockenspiel errichtet.